# Bo Johnson (konstnär)
Bo Johnson, född 1907 i Göteborg, död okänt år, var en svensk målare. 
Johnson studerade vid Dômen konstskola och på Börje Hovedskous målarskola i Göteborg. Hans konst består av miljöbilder från den bohuslänska skärgården, ofta målade på aluminiumfolie, vilket ger konstverken en säregen lyster och kolorit. Johnson är representerad i ett flertal landsting och kommuner.